# カバール
カバール（cabal）は、通常はイデオロギーや国家への見解や関心を深めるために、多くの場合秘密裏に団結している人々のグループ。この用語は一般的に、政治や陰謀に関連付けられ、否定的な意味合いを持つ。
歴史においてはイングランドで、チャールズ2世の廷臣集団がカバールにかけてCabalと呼ばれるなどの例があった。また秘密の計画やクリークを指すこともあり、動詞としても使用される。

## 語源
カバールという用語は、ユダヤ教のカバラに由来する。